# Sainte-Maxime
 Sainte-Maxime  (en occitano Santa Maxima) es una población y comuna francesa, que se encuentra en la región de Provenza-Alpes-Costa Azul, departamento de Var, en el distrito de Draguignan y cantón de Grimaud.

## Demografía
| 1 200 | 964 | 994 | 954 | 1 166 | 1 101 | 956 | 1 030 | 989 | 952 | 1 020 | 941 | 982 | 950 | 1 044 | 1 038 | 1 020 | 1 122 | 1 149 | 1 390 | 1 503 | 2 211 | 2 623 | 2 628 | 2 688 | 3 096 | 3 937 | 5 436 | 6 627 | 7 364 | 10 015 | 11 785 | 13 619 |
| Para los censos de 1962 a 1999 la población legal corresponde a la población sin duplicidades (Fuente: INSEE [Consultar]) |     |     |     |       |       |     |       |     |     |       |     |     |     |       |       |       |       |       |       |       |       |       |       |       |       |       |       |       |       |        |        |        |